# 弗赖斯特罗夫
弗赖斯特罗夫（法語：Freistroff，法語發音：[fʁaistʁɔf]；洛林法兰克语：Freeschtroff、Freeschdroff）是法国摩泽尔省的一个市镇，位于该省北部偏西，属于福尔巴克-布莱摩泽尔区。

## 地名
由于语源问题，该地名“Freistroff”的发音为[fʁaistʁɔf]而非[fʁɛstʁɔf]，《世界地名翻译大辞典》与《世界地名译名词典》将其纯按法汉译音表译作“弗雷斯特罗夫”。

## 地理
弗赖斯特罗夫（49°16'54"N, 6°29'28"E）面积14.67 平方千米，位于法国大東部大區摩泽尔省，该省份为法国东北部内陆省份，是洛林的一部分，西南接默尔特-摩泽尔省，东临下莱茵省，北与卢森堡和德国接壤。
与弗赖斯特罗夫接壤的市镇（或旧市镇、城区）包括：昂兹兰、布宗维尔、谢姆里莱德、菲尔斯特罗夫、奥兰、雷梅尔方、沃德勒尚。
弗赖斯特罗夫的时区为UTC+01:00、UTC+02:00（夏令时）。

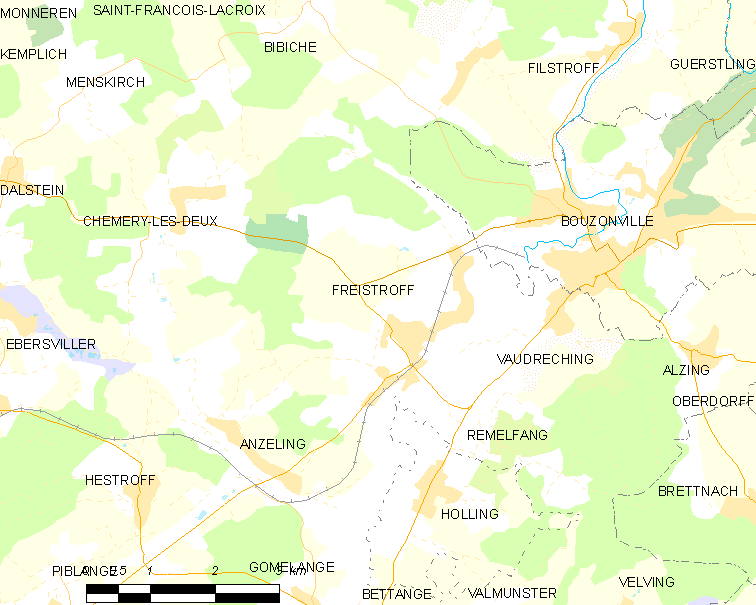
弗赖斯特罗夫的OSM定位图

## 行政
弗赖斯特罗夫的邮政编码为57320，INSEE市镇编码为57235。

## 政治
弗赖斯特罗夫所属的省级选区为布宗维尔县。

## 人口

1962-2008年间弗赖斯特罗夫人口变化图示

弗赖斯特罗夫于2022年1月1日时的人口数量为1010人。